# قرية قيار
قرية قيار هي قرية سكنية صغيرة وحصن قديم تقع على أعلى وادي قيار وقد كان اسم القرية على اسم الوادي في محافظة الدائر بني مالك في منطقة جازان في أقصى جنوب السعودية. يعود تاريخ القرية إلى عهد السلطان العثماني سليم الأول (26 مايو 1512 – 22 سبتمبر 1520)، وتتميز ببنائها وبرجيها اللذين يصل ارتفاعهما إلى عشرة طوابق، وقيل أن عمرها أكبر من ألف سنة.

## وصف القرية

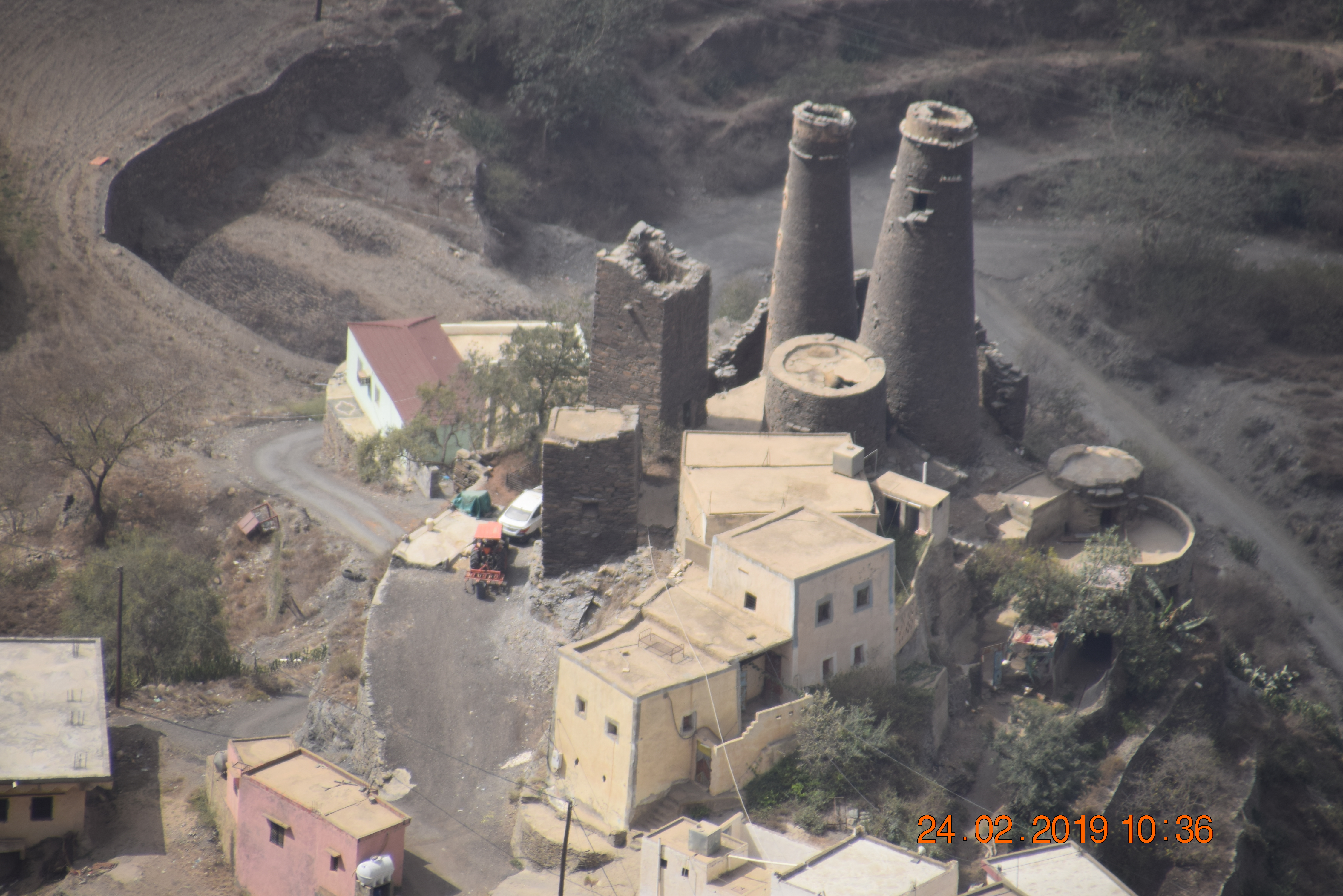

القرية مبنية من الحجارة والبيوت مختلفة الأشكال (مربعة ومستطيلة ودائرية)، والمبنى الرئيسي عبارة عن غرفة كبيرة وجدرانها مستقيمة وتستدير عند الزواية وعليها برجان أسطوانيا الشكل طول كل واحدٍ منهما كطول عشرة طوابق. للبيوت والبرجين نوافذ وفتحات صغيرة، وللغرف والحصنين باب منخفض يجب احناء الظهر عند الدخول منه، وللحصنين درج يقود إلى أعلاهما. لا تحتوي القرية على أية نقوش أو كتابات ولا يعرف سبب بنائها هكذا، إلا أنه يعتقد أنها كانت مركزاً للحامية التركية التي استفادت منها. الآراء الأخرى تقول بأن البرجين كانا مئذنتين لمسجد قديم، وقيل أنها مجرد بيوت عادية.

## الوضع الحالي
تشترك أكثر من أسرة حالياً في ملكية القرية، وتستخدم حالياً كمخازن للأعلاف لمن يسكن بجوارها وهي معرضة للدمار بسبب سوء الاستخدام.